# Sehol QX
Le Sehol QX est une automobile crossover compact produit par JAC Motors sous la marque Sehol. Le Sehol QX a été brièvement appelé le Sol QX avant son lancement et il a été renommé après la création de la marque Sehol. C'est le premier tout nouveau modèle de la marque Sehol.

## Aperçu
Le Sehol QX a été lancé sur le marché de la Chine continentale durant le salon de l'automobile de Shanghai 2021. Pendant sa phase de développement, le code interne du QX était S811. Il est rapporté que le Sehol QX, Sol QX à l'époque, est conçu par le JAC Design Center de Turin, en Italie, et intègre des éléments de style chinois dans la conception. Le Sehol QX aurait été construit sur la nouvelle plate-forme modulaire de JAC.

### Groupe motopropulseur
Le seul moteur disponible est un moteur turbo de 1,5 litre développant 184 ch (135 kW) et 300 N m avec une traction avant uniquement. La transmission est une boîte de vitesses manuelle à six vitesses ou une transmission à double embrayage.